# Еварист
Папа свети Еварист е петият папа, заемал длъжността от около 98 до 105 (99 г. до 108 г. във Ватиканския Annuario Pontificio от 2003) г. Известен е още като Арист.
Малко се знае за Еварист. Според „Книга на папите“ той е от семейство с елински произход. Избран е по време на управлението на римския император Домициан, времето на второто голямо гонение.
Евсевий в Черковна история IV, I, заявява, че Еварист починал по време на 12-ата година от управлението на римския император Траян, след като бил епископ на римляните в продължение на 8 години.
Еварист поставил основата на колегията на кардиналите, която по-късно ще стане отговорна за избирането на папите. Въпреки че няма историческо доказателство, което да опровергае или потвърди това, той по традиция винаги е приеман за мъченик. Неговото възпоменание или празник е 26 октомври.